# アルゼンチン共和国杯

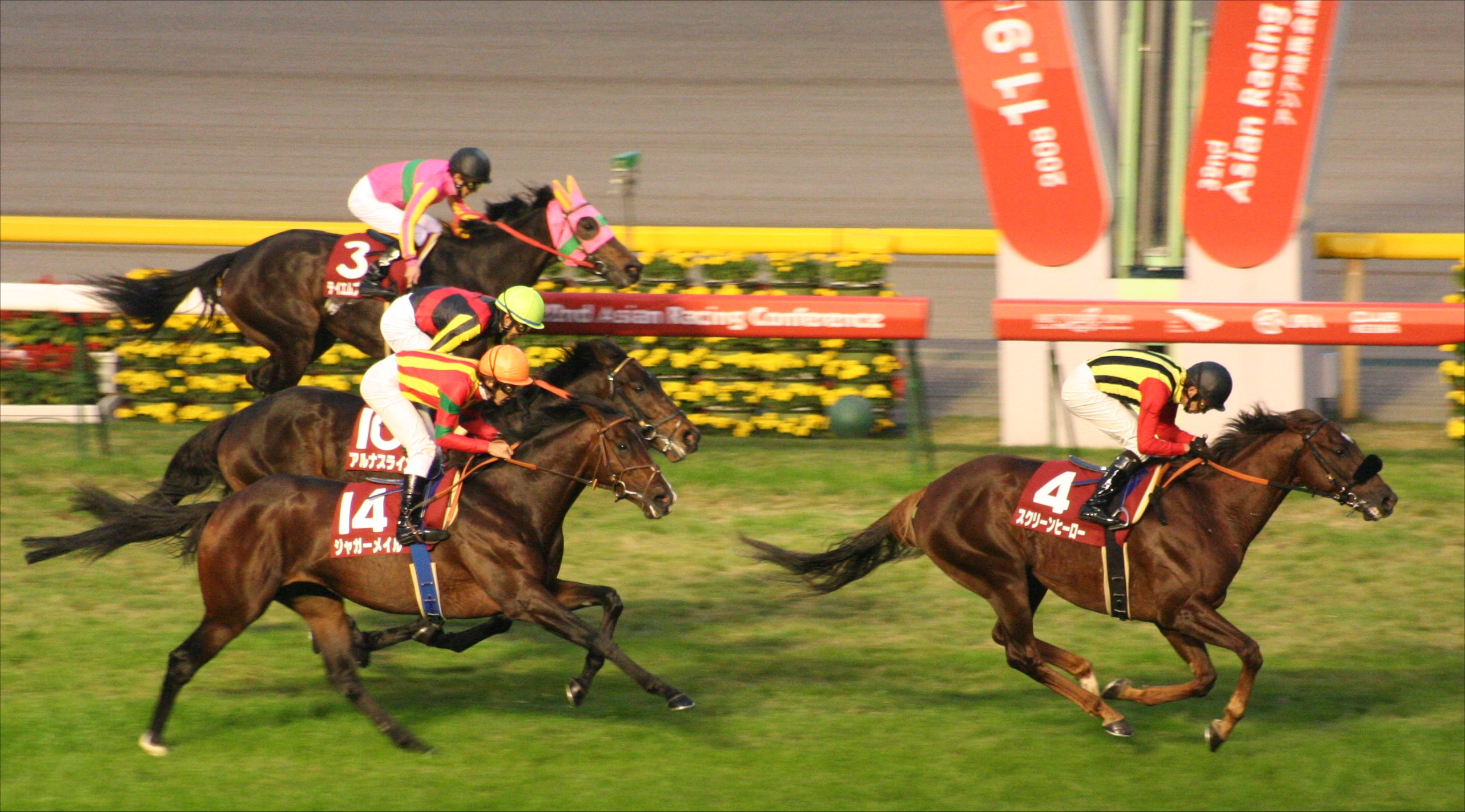
第46回アルゼンチン共和国杯（優勝馬：スクリーンヒーロー）

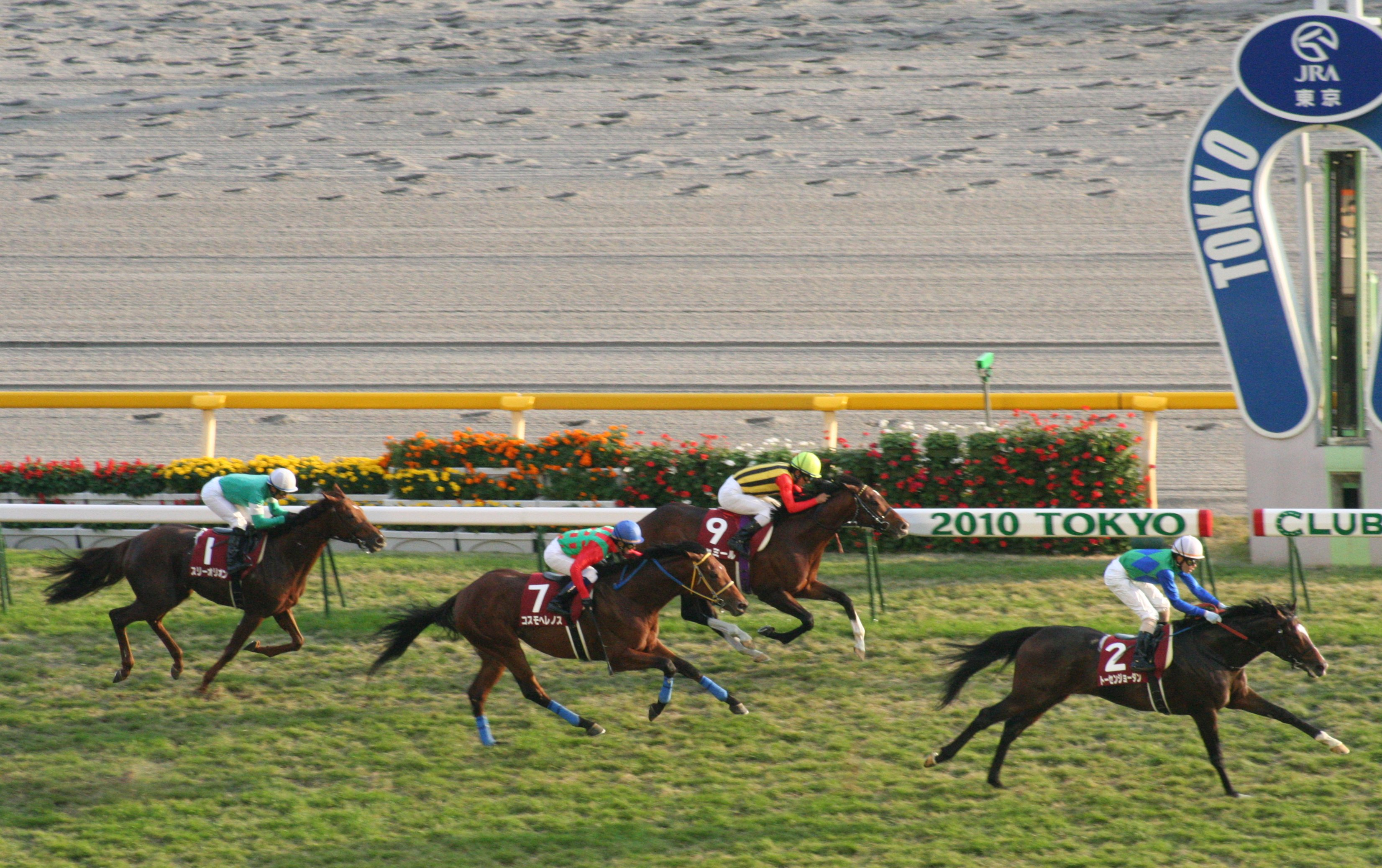
第48回アルゼンチン共和国杯（優勝馬：トーセンジョーダン）

アルゼンチン共和国杯（西: Copa Republica Argentina）（アルゼンチンきょうわこくはい）は、日本中央競馬会 (JRA) が東京競馬場で施行する中央競馬の重賞競走 (GII) である。
正賞はアルゼンチン共和国賞。

## 概要
日本とアルゼンチンの友好と親善の一環として、1963年にアルゼンチンジョッキークラブから優勝カップの寄贈を受け「アルゼンチンジョッキークラブカップ」の名称で創設された重賞競走。その後、1974年にアルゼンチンの競馬がジョッキークラブから国の管轄へ移管されたことに伴い、1975年から現名称となった。日本における国際交換競走としては最古のもので、一方のアルゼンチン側ではパレルモ競馬場（アルヘンティノ競馬場）において「クラシコハポン (Clasico Japon)」という交換競走が行われている。

第1回は5月に東京競馬場の芝2300m、別定重量の条件で行われたが、その後距離や競走条件は幾度かの変遷を経て、1984年（昭和59年）のグレード制導入とそれに伴う重賞格付け全面見直しの際、それまで年2回施行されていた目黒記念の秋の競走が廃止される代替として施行時期を目黒記念（秋）が行われていた11月に繰り下げ、4歳（現3歳）以上の馬によるハンデキャップ競走として東京競馬場の芝2500mで施行されるようになった。また、格付けは目黒記念と同じGII、1着賞金も目黒記念と同額に設定された。
外国産馬は1972年から1983年、および1990年以降出走が可能になった。地方競馬所属馬は1998年から出走可能になり、2005年からは外国馬も出走可能な国際競走となった。

### 競走条件
以下の内容は、2024年現在のもの。
出走資格：サラ系3歳以上
- JRA所属馬
- 地方競馬所属馬（2頭まで）
- 外国調教馬（優先出走）

負担重量：ハンデキャップ

### 賞金
2024年の1着賞金は5700万円で、以下2着2300万円、3着1400万円、4着860万円、5着570万円。

## 歴史
- 1963年 - 4歳以上の馬による重賞競走として「アルゼンチンジョッキークラブカップ」の名称で創設、東京競馬場の芝2300mで施行[8]。
- 1964年 - 出走条件を「5歳以上」に変更[8]。
- 1972年 - 混合競走に指定され、外国産馬が出走可能になる（1983年まで）[8]。
- 1975年 - 名称を「アルゼンチン共和国杯」に変更[8]。
- 1984年 - グレード制導入に伴い、GII[注 1]に格付け。
- 1990年 - 混合競走に再指定され、再び外国産馬が出走可能になる[8]。
- 1998年 
  - 「日本・アルゼンチン修好100周年記念」の副称をつけて施行[8]。
  - 特別指定交流競走に指定され、地方競馬所属馬が2頭まで出走可能となる[8]。
- 2001年 - 馬齢表示の国際基準への変更に伴い、出走条件を「3歳以上」に変更。
- 2005年 - 国際競走に変更され、外国調教馬が5頭まで出走可能となる[8]。
- 2007年 - 日本のパートI国昇格に伴い、格付表記をJpnIIに変更[8]。
- 2009年
  - 格付表記をGII（国際格付）に変更[8]。
  - 外国調教馬の出走枠が9頭に拡大[8]。
- 2010年 - 「アルゼンチン共和国建国200周年記念」の副称をつけて施行[8]。

### 歴代優勝馬
コース種別を表記していない距離は、芝コースを表す。
優勝馬の馬齢は、2000年以前も現行表記に揃えている。
競走名は第12回まで「アルゼンチンジョッキークラブカップ」。
| 回数   | 施行日         | 競馬場 | 距離  | 優勝馬             | 性齢 | タイム | 優勝騎手       | 管理調教師 | 馬主                           |
| ------ | -------------- | ------ | ----- | ------------------ | ---- | ------ | -------------- | ---------- | ------------------------------ |
| 第1回  | 1963年5月19日  | 東京   | 2300m | エムローン         | 牡5  | 2:23.9 | 加賀武見       | 高木良三   | 久保田かつ                     |
| 第2回  | 1964年5月17日  | 東京   | 2300m | トースト           | 牝5  | 2:22.0 | 保田隆芳       | 尾形藤吉   | 永田雅一                       |
| 第3回  | 1965年5月16日  | 東京   | 2300m | トサイサミ         | 牡4  | 2:24.5 | 伊藤竹男       | 稗田敏男   | 斎藤ジョウ                     |
| 第4回  | 1966年5月15日  | 東京   | 3200m | コレヒデ           | 牡4  | 3:24.8 | 保田隆芳       | 尾形藤吉   | 千明康                         |
| 第5回  | 1967年5月5日   | 東京   | 3200m | リコウ             | 牡5  | 3:23.0 | 加賀武見       | 小西喜蔵   | 鈴木富喜子                     |
| 第6回  | 1968年10月13日 | 東京   | 3200m | スピードシンボリ   | 牡5  | 3:23.6 | 野平祐二       | 野平省三   | 和田共弘                       |
| 第7回  | 1969年5月11日  | 東京   | 2600m | メジロタイヨウ     | 牡5  | 2:43.7 | 横山富雄       | 八木沢勝美 | 北野豊吉                       |
| 第8回  | 1970年5月5日   | 中山   | 2500m | マツセダン         | 牡4  | 2:34.8 | 星野信幸       | 橋本輝雄   | 松岡冨治                       |
| 第9回  | 1971年5月9日   | 中山   | 2500m | メジロアサマ       | 牡5  | 2:38.0 | 池上昌弘       | 保田隆芳   | 北野豊吉                       |
| 第10回 | 1972年6月11日  | 東京   | 2400m | ゼンマツ           | 牡4  | 2:27.0 | 吉永正人       | 松山吉三郎 | 癸生川ヨシ                     |
| 第11回 | 1973年5月13日  | 東京   | 2400m | クリイワイ         | 牡4  | 2:27.4 | 柴田政人       | 大久保勝之 | 栗林友二                       |
| 第12回 | 1974年5月12日  | 東京   | 2400m | トーヨーアサヒ     | 牡5  | 2:28.2 | 小島太         | 古山良司   | （有）トーヨークラブ           |
| 第13回 | 1975年5月11日  | 東京   | 2400m | キクノオー         | 牡4  | 2:27.6 | 横山富雄       | 山岡寿恵次 | 田中伊三郎                     |
| 第14回 | 1976年5月16日  | 東京   | 2400m | アイフル           | 牡5  | 2:27.7 | 嶋田功         | 仲住芳雄   | 藤本義昭                       |
| 第15回 | 1977年5月15日  | 東京   | 2400m | アイフル           | 牡6  | 2:34.4 | 嶋田功         | 仲住芳雄   | 藤本義昭                       |
| 第16回 | 1978年5月14日  | 東京   | 2400m | カネミノブ         | 牡4  | 2:27.8 | 加賀武見       | 阿部新生   | 金指利明                       |
| 第17回 | 1979年5月13日  | 東京   | 2400m | カネミカサ         | 牡5  | 2:28.1 | 蛯沢誠治       | 成宮明光   | 畠山伊公子                     |
| 第18回 | 1980年5月11日  | 東京   | 2400m | ブルーマックス     | 牡5  | 2:29.8 | 東信二         | 境勝太郎   | 角隆司                         |
| 第19回 | 1981年3月29日  | 中山   | 2500m | ウエスタンジェット | 牡4  | 2:35.2 | 柴田政人       | 柴田欣也   | 西川商事（株）                 |
| 第20回 | 1982年4月4日   | 中山   | 2500m | ミナガワマンナ     | 牡4  | 2:35.4 | 菅原泰夫       | 仲住芳雄   | 寺内倉蔵                       |
| 第21回 | 1983年4月3日   | 中山   | 2500m | ミナガワマンナ     | 牡5  | 2:36.9 | 郷原洋行       | 仲住芳雄   | 寺内倉蔵                       |
| 第22回 | 1984年11月18日 | 東京   | 2500m | メジロシートン     | 牡3  | 2:35.8 | 的場均         | 大久保洋吉 | （有）メジロ牧場               |
| 第23回 | 1985年11月17日 | 東京   | 2500m | イナノラバージョン | 牡8  | 2:36.4 | 嶋田功         | 矢野照正   | 石井亀吉                       |
| 第24回 | 1986年11月16日 | 東京   | 2500m | サクラサニーオー   | 牡4  | 2:35.9 | 小島太         | 境勝太郎   | （株）さくらコマース           |
| 第25回 | 1987年11月22日 | 東京   | 2500m | カシマウイング     | 牡4  | 2:32.8 | 的場均         | 飯塚好次   | 松浦安雄                       |
| 第26回 | 1988年11月20日 | 東京   | 2500m | レジェンドテイオー | 牡5  | 2:38.1 | 郷原洋行       | 田村駿仁   | （有）貞文                     |
| 第27回 | 1989年11月19日 | 東京   | 2500m | クリロータリー     | 牝5  | 2:33.5 | 郷原洋行       | 吉野勇     | 栗林英雄                       |
| 第28回 | 1990年11月18日 | 東京   | 2500m | メジロモントレー   | 牝4  | 2:32.9 | 横山典弘       | 奥平真治   | （有）メジロ牧場               |
| 第29回 | 1991年11月17日 | 東京   | 2500m | ヤマニングローバル | 牡4  | 2:32.6 | 横山典弘       | 浅見国一   | 土井宏二                       |
| 第30回 | 1992年11月22日 | 東京   | 2500m | ミナミノアカリ     | 牡4  | 2:33.5 | 藤田伸二       | 庄野穂積   | 岩谷包美                       |
| 第31回 | 1993年11月20日 | 東京   | 2500m | ムッシュシェクル   | 牡5  | 2:32.6 | 藤田伸二       | 小林稔     | 藤立啓一                       |
| 第32回 | 1994年11月19日 | 東京   | 2500m | マチカネアレグロ   | 牡3  | 2:31.3 | 河内洋         | 浅見秀一   | 細川益男                       |
| 第33回 | 1995年11月18日 | 東京   | 2500m | ゴーゴーゼット     | 牡4  | 2:31.3 | 村本善之       | 新井仁     | 林儀信                         |
| 第34回 | 1996年11月16日 | 東京   | 2500m | エルウェーウィン   | 牡6  | 2:31.8 | 南井克巳       | 坪憲章     | 雑古隆夫                       |
| 第35回 | 1997年11月1日  | 東京   | 2500m | タイキエルドラド   | 牡3  | 2:32.2 | 岡部幸雄       | 藤沢和雄   | （有）大樹ファーム             |
| 第36回 | 1998年11月7日  | 東京   | 2500m | ユーセイトップラン | 牡5  | 2:32.9 | 佐藤哲三       | 音無秀孝   | （有）アサヒクラブ             |
| 第37回 | 1999年11月6日  | 東京   | 2500m | マーベラスタイマー | 牡5  | 2:32.0 | 的場均         | 矢野照正   | 笹原貞生                       |
| 第38回 | 2000年11月5日  | 東京   | 2500m | マチカネキンノホシ | 牡4  | 2:33.9 | 岡部幸雄       | 藤沢和雄   | 細川益男                       |
| 第39回 | 2001年11月4日  | 東京   | 2500m | トウカイオーザ     | 牡4  | 2:32.0 | 蛯名正義       | 松元省一   | 内村正則                       |
| 第40回 | 2002年11月3日  | 中山   | 2500m | サンライズジェガー | 牡4  | 2:30.6 | 岡部幸雄       | 福永甲     | （株）松岡                     |
| 第41回 | 2003年11月9日  | 東京   | 2500m | アクティブバイオ   | 牡6  | 2:31.9 | 武幸四郎       | 崎山博樹   | バイオ（株）                   |
| 第42回 | 2004年11月7日  | 東京   | 2500m | レニングラード     | 牡5  | 2:33.8 | 横山典弘       | 音無秀孝   | 近藤英子                       |
| 第43回 | 2005年11月6日  | 東京   | 2500m | サクラセンチュリー | 牡5  | 2:32.4 | 佐藤哲三       | 佐々木晶三 | （株）さくらコマース           |
| 第44回 | 2006年11月5日  | 東京   | 2500m | トウショウナイト   | 牡5  | 2:31.0 | 武士沢友治     | 保田一隆   | 藤田衛成                       |
| 第45回 | 2007年11月4日  | 東京   | 2500m | アドマイヤジュピタ | 牡4  | 2:30.9 | 村田一誠       | 友道康夫   | 近藤利一                       |
| 第46回 | 2008年11月9日  | 東京   | 2500m | スクリーンヒーロー | 牡4  | 2:30.8 | 蛯名正義       | 鹿戸雄一   | 吉田照哉                       |
| 第47回 | 2009年11月8日  | 東京   | 2500m | ミヤビランベリ     | 牡6  | 2:30.9 | 吉田隼人       | 加藤敬二   | 村上義勝                       |
| 第48回 | 2010年11月7日  | 東京   | 2500m | トーセンジョーダン | 牡4  | 2:30.0 | 三浦皇成       | 池江泰寿   | 島川隆哉                       |
| 第49回 | 2011年11月6日  | 東京   | 2500m | トレイルブレイザー | 牡4  | 2:31.5 | 安藤勝己       | 池江泰寿   | 前田幸治                       |
| 第50回 | 2012年11月4日  | 東京   | 2500m | ルルーシュ         | 牡4  | 2:29.9 | 横山典弘       | 藤沢和雄   | 山本英俊                       |
| 第51回 | 2013年11月3日  | 東京   | 2500m | アスカクリチャン   | 牡6  | 2:30.9 | 戸崎圭太       | 須貝尚介   | 栗本博晴                       |
| 第52回 | 2014年11月9日  | 東京   | 2500m | フェイムゲーム     | 牡4  | 2:30.5 | 北村宏司       | 宗像義忠   | （有）サンデーレーシング       |
| 第53回 | 2015年11月8日  | 東京   | 2500m | ゴールドアクター   | 牡4  | 2:34.0 | 吉田隼人       | 中川公成   | 居城要                         |
| 第54回 | 2016年11月6日  | 東京   | 2500m | シュヴァルグラン   | 牡4  | 2:33.4 | 福永祐一       | 友道康夫   | 佐々木主浩                     |
| 第55回 | 2017年11月5日  | 東京   | 2500m | スワーヴリチャード | 牡3  | 2:30.0 | M.デムーロ     | 庄野靖志   | （株）NICKS                    |
| 第56回 | 2018年11月4日  | 東京   | 2500m | パフォーマプロミス | 牡6  | 2:33.7 | C.オドノヒュー | 藤原英昭   | （有）サンデーレーシング       |
| 第57回 | 2019年11月3日  | 東京   | 2500m | ムイトオブリガード | 牡5  | 2:31.5 | 横山典弘       | 角田晃一   | 市川義美ホールディングス（株） |
| 第58回 | 2020年11月8日  | 東京   | 2500m | オーソリティ       | 牡3  | 2:31.6 | C.ルメール     | 木村哲也   | （有）シルクレーシング         |
| 第59回 | 2021年11月7日  | 東京   | 2500m | オーソリティ       | 牡4  | 2:32.4 | C.ルメール     | 木村哲也   | （有）シルクレーシング         |
| 第60回 | 2022年11月6日  | 東京   | 2500m | ブレークアップ     | 牡4  | 2:31.1 | 田辺裕信       | 黒岩陽一   | 阿部東亜子                     |
| 第61回 | 2023年11月5日  | 東京   | 2500m | ゼッフィーロ       | 牡4  | 2:29.9 | J.モレイラ     | 池江泰寿   | （有）社台レースホース         |
| 第62回 | 2024年11月3日  | 東京   | 2500m | ハヤヤッコ         | 牡8  | 2:29.0 | 吉田豊         | 国枝栄     | 金子真人ホールディングス       |